# Mahakali (serija)
Za božicu iz hinduističke mitologije, pogledajte „Mahakali”.
Mahakali – Anth Hi Aarambh Hai („Mahakali – Kraj označava početak”) indijska je televizijska serija iz 2017./2018. Radnja se temelji na hinduističkim spisima nazivâ Devi Mahatmya, Kalika Purana i Devi-Bhagavata Purana, koji slave Devi. Jezik korišten u seriji jest hindski.
Glavni lik je velika božica Parvati, supruga boga Šive. Parvatin oblik je Mahakali („velika Kali”). U trenucima opasnosti, Parvati preuzima oblik Mahakali kako bi obranila bogove i ljude. Serija prikazuje pobjedu žene nad patrijarhalnom anarhijom, no to je dovelo i do negativnih osvrta na seriju.

## Glumačka postava
- Pooja Sharma[1] — Parvati/Mahakali
- Saurabh Raj Jain — Šiva/Mahakala
- Meghan Jadhav — Kartikeya
- Krish Chauhan — Ganeša
- Kanan Malhotra — Višnu/Krišna
- Nikita Sharma — Lakšmi
- Abhishek Avasthi as Nandi
- Manish Bishla — Indra
- Falaq Naaz — Sarasvati/Brahmani
- Rimpi Das — Ganga
- Akash Kumar — Brahma
- Rohit Khurana — Shani
- Vishal Nayak — Agni
- Preeti Chaudhary — Kritika
- Nimai Bali — Shukra
- Chahat Pandey — Devasena
- Vinita Joshi — Rati
- Shafaq Naaz — Vrinda
- Chandni Bhagwanani — Behula
- Reshmi Ghosh — Manasa
- Rohit Bakshi as Kamadeva/Bhandasura
- Abhaas Mehta — Shumbha
- Danish Akhtar — Nishumbha
- Nirbhay Wadhwa — Mahishasura
- Kunal Bakshi — Andhakasura
- Sneha Namanandi — Daruka